# Les Voisins (pièce de théâtre)
Pour les articles homonymes, voir Les Voisins (homonymie).
Les Voisins est une pièce de théâtre québécoise en deux actes écrite par Claude Meunier et Louis Saïa. La pièce est jouée devant public pour la première fois en décembre 1980 la scène du Théâtre Port-Royal par la Compagnie Jean-Duceppe. La maison d'édition Leméac publie la pièce en 1982. En 2001, une nouvelle adaptation de la pièce est proposée et Leméac en publie la deuxième édition l'année suivante. La pièce a également été adaptée pour le petit écran en 1987. Micheline Guertin en signe la réalisation.
Louis Saïa, le co-auteur et metteur en scène de la pièce, explique ainsi la pièce : « À grand renfort d’automatismes et de tautologismes, chaque personnage développe son propre langage pour meubler inconsciemment le vide de son existence et pour éviter surtout de voir la réalité en face. Les personnages tentent désespérément de s’adapter à toutes les situations... ou presque, dans un monde où le dialogue de sourds prend toute sa signification. C’est un peu tragique et un peu beaucoup comique. » 

## Argument
Trois couples bourgeois, qui souffrent au quotidien d'incommunicabilité, de surconsommation, de vide existentiel et de sottes tentatives pour sauver les apparences, tentent de tromper leur ennui en organisant une soirée de striptease exotique.

## Scènes
Acte 1
1. Jour. Parterre de Bernard et de Jeanine
2. Laurette et Georges
3. Chez Steinberg
4. Au salon de coiffure
5. Cuisine atroce de Bernard et Jeanine
6. Dans le garage crasse des Gendron
7. Dans la cuisine huileuse chez Bernard et Jeanine
8. Le noir

Acte 2

## Représentations

### 1980
La première de la pièce a eu lieu en décembre 1980. La pièce a été mise en scène par Louis Saia, qui est aussi un des deux auteurs de la pièce. Les décors ont été conçus par François Séguin, les éclairages par Michel Beaulieu, puis les costumes ont été confectionnés par Suzanne Harel. La distribution originale regroupe Robert Rivard (Bernard), Jean Besré (Georges), Pierre Dufresne (Fernand), Marthe Choquette (Luce), Héléne Loiselle (Jeanine), Markita Boies (Suzy), Monique Miller (Laurette) et Marc Messier (Junior).

### 2019
40 ans après la présentation de l'œuvre originale, la pièce Les Voisins s'invite à Drummondville. Ce qu'ils croyaient être un été de représentation s'est avéré enchainer les supplémentaires partout au Québec. Cependant, la pandémie de la COVID-19 et les mesures sanitaires qui s'ensuivent ont fait annuler les représentations prévues pour 2020 qui seront reportées en 2021. La distribution regroupe Guy Jodoin (Bernard), Pier-Luc Funk (Junior), Marie-Chantal Perron (Jeanine), Jean-Michel Anctil (Georges), Brigitte Lafleur (Laurette), Rémi-Pierre Paquin (Fernand), Marilyse Bourke (Luce) et Catherine Brunet (Suzy).